# Cecilia Payne-Gaposchkin
Cecilia Payne-Gaposchkin (ur. 10 maja 1900, zm. 7 grudnia 1979) – brytyjsko-amerykańska astronomka.

## Życiorys
Cecilia Helena Payne urodziła się w Wendover w Wielkiej Brytanii; jako czterolatka straciła ojca (Edwarda), od tej pory była wychowywana tylko przez matkę, Emmę. Studiowała w Newnham College Uniwersytetu w Cambridge; następnie, dzięki wstawiennictwu Harlowa Shapleya, została jego doktorantką w Harvard College Observatory. Zajmowała się badaniami widm gwiazd.
W swojej pracy doktorskiej już w 1925 roku twierdziła, że różne natężenia linii absorpcyjnych nie wynikają z różnic ich składu chemicznego, lecz z różnic temperatury. Odkryła też, że najczęściej występującymi pierwiastkami w gwiazdach są wodór i hel; z obawy przed odrzuceniem pracy poczyniła w niej zastrzeżenie, że wyliczone wartości są prawdopodobnie obarczone błędem. Twierdzenia te były odrzucane aż do 1929 roku, gdy opublikował je jeden z jej dotychczasowych oponentów.
Jako pierwsza kobieta została profesorem Uniwersytetu Harvarda.
W 1934 roku została pierwszą laureatką nowo utworzonej nagrody Annie J. Cannon Award in Astronomy. W 1976 roku American Astronomical Society przyznało jej nagrodę Henry Norris Russell Lectureship. Nazwiskiem Cecilii Payne-Gaposchkin nazwano planetoidę (2039) Payne-Gaposchkin.
Jej mężem był astronom Sergiej Gaposchkin; mieli troje dzieci.
Cecilia Payne-Gaposchkin zmarła w 1979 roku na raka płuc (wcześniej nałogowo paliła papierosy).